# Mandarin Patinkin
Mandarin Patinkin, cũng gọi là Central Park mandarin duck hay "Hot Duck", là một con uyên ương trống được nhìn thấy tại the Pond trong Công viên Trung tâm Thành phố New York bắt đầu vào cuối năm 2018. Vẻ ngoài sặc sỡ của nó, tương phản với uyên ương bản địa, kết hợp với sự hiện diện của nó nằm ngoài phạm vi bản địa của loài này ở Đông Á, dẫn đến sự chú ý của truyền thông từ cuối năm 2018 đến năm 2019. Mặc dù nó có vòng đeo chân quanh chân, nhưng nguồn gốc của nó không được xác định. Lần nhìn thấy cuối cùng của nó là vào tháng 3 năm 2019.

## Xuất hiện và sự thu hút chú ý của công chúng
Con uyên ương lần đầu tiên được phát hiện tại Pond của Công viên Trung tâm bởi người người ngắm chim Gus Keri vào đầu tháng 10 năm 2018 và sự xuất hiện của nó được phổ biến bởi tài khoản Twitter của Thành phố New York, Manhattan Bird Alert. Nó nhanh chóng trở thành một người nổi tiếng địa phương, với con vịt và sự nhiệt tình của công chúng khi nhận được tin tức quốc gia và quốc tế, được BBC, The New York Times, The Guardian, CNN, Nhân dân Nhật báo ở Trung Quốc, và xuất hiện trên trang nhất của Los Angeles Times. Một số nhà cung cấp bắt đầu sản xuất và bán hàng hóa tham khảo hoặc mô tả con vịt, biến nó thành một điểm thu hút khách du lịch. Thời báo New York lưu ý rằng nó "[đã] trở thành một người nổi tiếng quốc tế. Một meme quạc quạc, sống và thở." The Associated Press đã gọi đám đông theo sau con vịt là "the quackarazzi". Nó cũng đã được ghi nhận với sự quan tâm rộng lớn hơn về sinh học ở New York. Các tổ chức bảo tồn và bảo tồn đã tận dụng tiếng vang để giáo dục những người chơi chim, như lời giải thích của Hội Audubon về những gì sẽ thấy trong mùa thay lông.
The Cut của New York Magazine ban đầu đưa nó là "Kẻ độc tân hợp lệ nhất của New York" trong phần Hẹn hò và sau đó gọi nó là "Hot Duck", trong khi trang web Gothamist đặt tên là Mandarin Patinkin, theo tên diễn viên Broadway Mandy Patinkin.

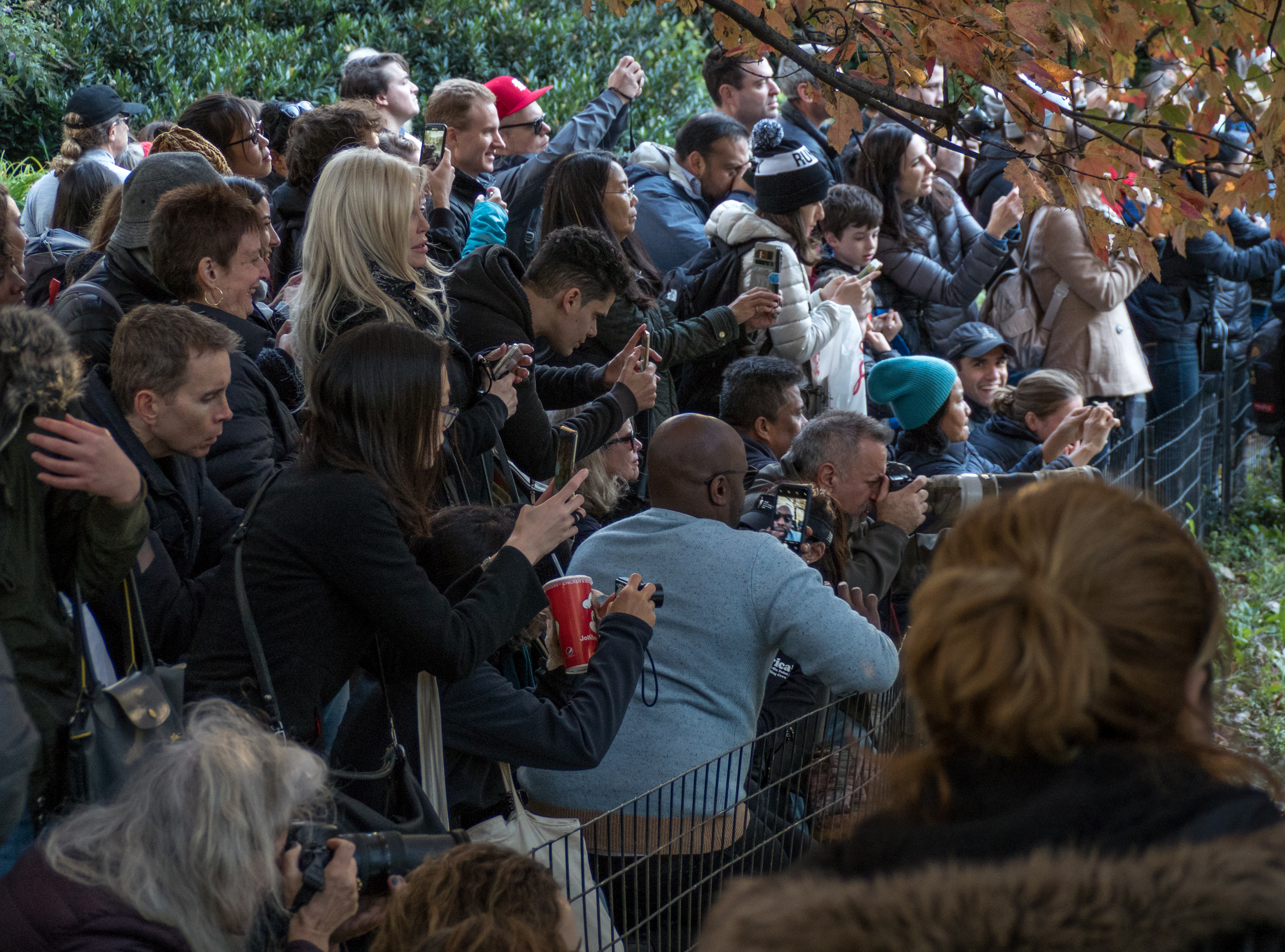
Đám đông xúm lại xem con uyên ương tháng 11 năm 2018

Không lâu sau khi nhìn thấy ban đầu, nó biến mất trong gần hai tuần trước khi quay trở lại Pond. Bất cứ khi nào con vịt không được nhìn thấy trong một vài ngày hoặc khi nó được nhìn thấy ở đâu đó ngoài Công viên Trung tâm, nó đã nhận được sự đưa tin của phương tiện truyền thông, chẳng hạn như khi nó xuất hiện ở Brooklyn hoặc Brooklyn hoặc Edgewater, New Jersey. Nhiều tài khoản mô tả "hoảng loạn" giữa những người chơi chim trong thời gian này. Trang web Quartz đã thiết lập một trang web dành riêng để theo dõi xem nó có được phát hiện ở Công viên Trung tâm ngày hôm đó hay không.